# Reart

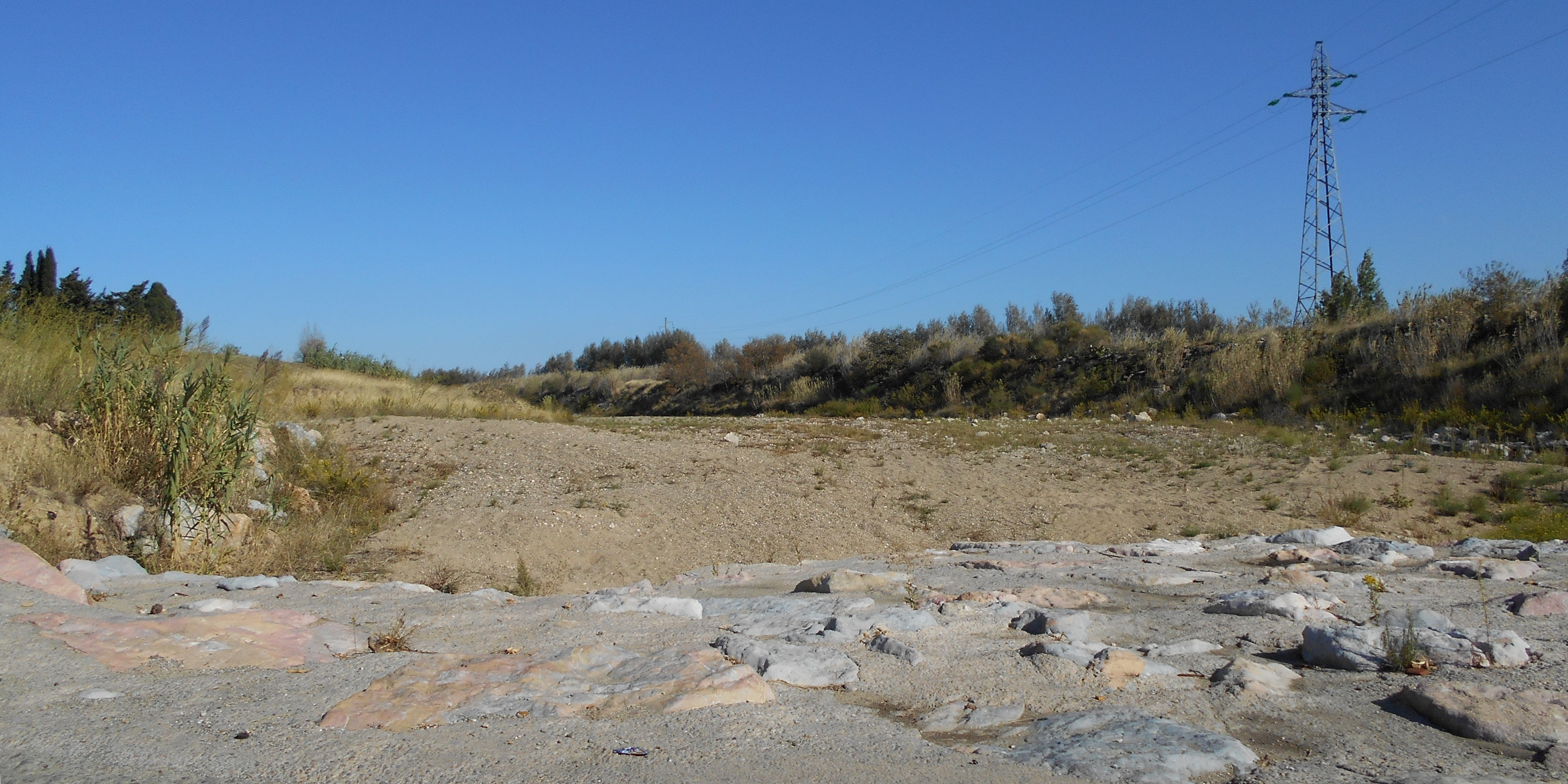
El Reart al seu pas pel terme de Salelles

El Reard o Rard (formes populars Riard i Rard) és un riu de la Catalunya Nord, d'orientació sud-oest - nord-est. És un curs d'aigua de la comarca del Rosselló, de règim torrencial, que neix als Aspres, en el terme de Montoriol, a partir del Còrrec del Mas de Delom.
En el seu curs alt pren el nom de riera de Montoriol i de la Galcerana o Ribera de Reixac (a Forques). Després de deixar Vilamulaca, passa vora el mas Sabola i l'antic castell del Reart, i prop de Pollestres rep, per l'esquerra, el seu principal afluent, la Cantarana; on travessa el Riberal del Tet. Desemboca al sud de la Salanca i de la Tet, a prop de Sant Nazari de Rosselló, però en el terme de Canet de Rosselló. Vessa les seves aigües a l'estany de Sant Nazari, des d'on se'n va cap a la Mediterrània.

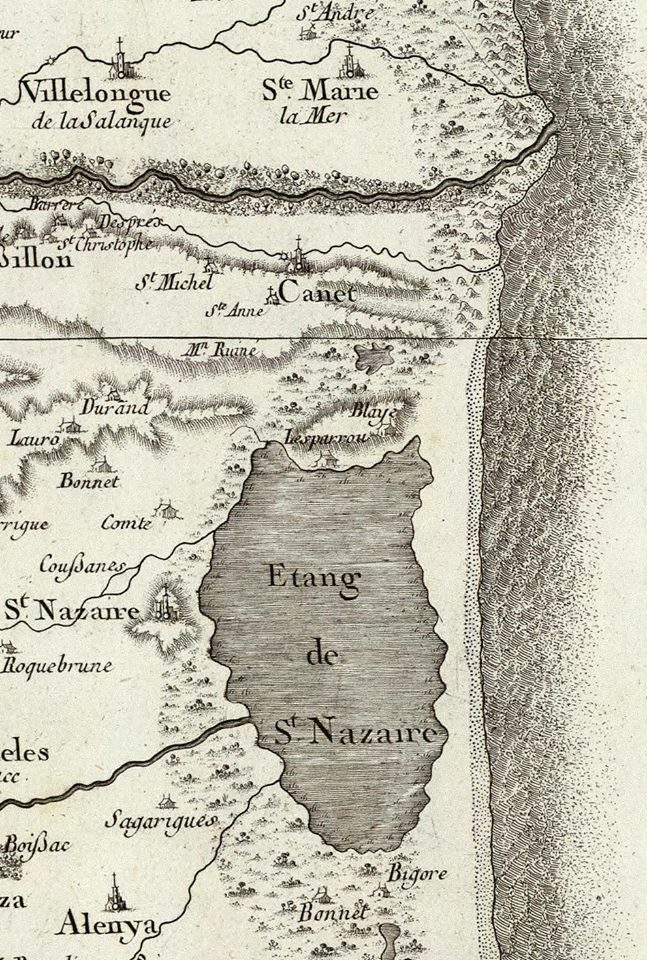
El Reart i l'estany a la Carte Cassini del 1750

A la conca mitjana i baixa s'aprofiten les capes freàtiques per al regadiu (fruites, verdures). Travessa o voreja els termes municipals de Montoriol, Forques, Paçà, Vilamulaca, Pontellà, Bages de Rosselló, Pollestres, Vilanova de Raó, Perpinyà, Salelles, Tesà, Sant Nazari de Rosselló i Canet de Rosselló.